# Prayagraj (distrikt)
Prayagraj (hindi: प्रयागराज ज़िला, urdu: الہ آباد ضلع) er et distrikt i den indiske delstaten Uttar Pradesh. Distriktets hovedstad er Prayagraj.

## Demografi
Ved folketællingen i 2011 var der 5.959.798 indbyggere i distriktet, mod 4.936.105 i 2001. Den urbane befolkningen udgør 24,78 % af befolkningen.
Børn i alderen 0 til 6 år udgjorde 13,97 % i 2011 mod 18,22 % i 2001. Antallet af piger i den alderen per tusinde drenge er 917 i 2011, det samme som i 2001.